# Haut-Uele
Koordinaten: 2° 48′ N, 27° 36′ O
Haut-Uele (deutsch Ober-Uelle) ist eine Provinz in der Demokratischen Republik Kongo mit Stand 2020 etwa 2.242.500 Einwohnern. Die Hauptstadt ist Isiro (ehemals Paulis).

## Geographie
Die Provinz hat eine Fläche von etwa 89.683 km². Sie liegt im Nordosten des Landes und grenzt im Nordwesten an die Zentralafrikanische Republik, im Norden an den Südsudan, im Osten und Süden an Ituri, im Südwesten an Tshopo und im Westen an Bas-Uele.

### Verwaltungsgliederung
Die Provinz unterteilt sich in die sechs Territorien Dungu, Faradje, Niangara, Rungu, Wamba und Watsa sowie die Stadt Isiro.

### Demographie
| Zensus 1. Juli 1984 | Projektion 1. Juli 2010 | Projektion 1. Juli 2015 | Projektion 1. Juli 2020 |
| ------------------- | ----------------------- | ----------------------- | ----------------------- |
| 893.111             | 1.643.000               | 1.864.000               | 2.242.500               |

## Geschichte
Die heutige Provinz Haut-Uele gehörte seit der belgischen Kolonialzeit zur Provinz Orientale. Von 1933 bis 1947 hieß diese nach ihrer Hauptstadt Stanleyville (frz.) bzw. Stanleystad (ndl.) (heutiges Kisangani). 1962 wurde Orientale aufgelöst und in die Provinzen Haut-Congo (Oberkongo), Kibali-Ituri und Uele aufgeteilt. Vier Jahre später (1966) wurde die Provinz wiederhergestellt und 1971 in Haut-Zaïre (Oberzaire) umbenannt. Mit dem Ende der Herrschaft von Mobutu Sese Seko im Jahr 1997 wurde die Provinz wie die Republik Zaïre ebenfalls umbenannt. Zuerst wieder in Haut-Congo und noch innerhalb desselben Jahres erhielt sie den Namen Orientale. Gemäß der administrativen Neueinteilung des Landes in der neuen Verfassung von 2005 sollte Orientale in vier Provinzen aufgeteilt werden. Die Verwaltungsreform wurde allerdings mehrmals verschoben und 2011 abgesagt, schließlich 2015 doch umgesetzt und Haut-Uele damit zur Provinz erhoben.